# Eucoptocnemis dolli
Eucoptocnemis dolli là một loài bướm đêm thuộc họ Noctuidae. Loài này sinh sống ở Arizona và California.
Trước đây được gọi là Agrotis dolli, nhưng sau đó đã được chuyển qua sang chi Eucoptocnemis bởi Lafontaine vào năm 2004.
Sải cánh khoảng 35 mm. Con lớn mọc cánh vào mùa thu.